# Martin Becker (Faustballspieler)
Martin Becker (* 14. August 1965 in Essen) ist ein ehemaliger deutscher Faustballspieler und aktueller Co-Trainer der deutschen Faustballnationalmannschaft.

## Karriere als Spieler
Während seiner aktiven Zeit pendelte er zwischen vielen Vereinen wie Bayer Leverkusen, TKD Duisburg, TH 1852 Hannover oder TV Eibach. Längere Zeit spielte er für die TH Hannover, mit der er auch mehrere seiner Titel gewann. Bei Union Schick Freistadt beendete er 2008 seine Karriere als Spieler.
Erfolge als Spieler
Becker war als Schlagmann im Verein und auch in der Nationalmannschaft sehr erfolgreich. Im Verein gewann er je vier Mal die deutsche Meisterschaft im Feld und in der Halle. International gewann er zwei Mal den Europapokal in der Halle und sechs Mal auf dem Feld. Den Weltpokal konnte er zweimal gewinnen. Als 71-maliger Nationalspieler ist er zweifacher Worldgames-Sieger, vierfacher Europameister und konnte dreimal den Weltmeistertitel gewinnen.

## Karriere als Trainer
Nach Karriereende als aktiver Spieler widmete Becker sich der Trainertätigkeit – zunächst beim TK Hannover. Später wurde er vom Nationaltrainer und früheren Mannschaftskollegen Olaf Neuenfeld zum Co-Trainer berufen. Dieser Tätigkeit geht er heute nicht mehr nach. Seine Hauptaufgabe bestand darin, die Schlagmänner zu trainieren.
Erfolge als Trainer
Als Co-Trainer der deutschen Nationalmannschaft wurde er 2011 in Österreich Faustballweltmeister. Bei der WM in Kolumbien (Cali) gelang es seinen Schützlingen ebenfalls. Bei der EM in Österreich holte die Mannschaft um Olaf Neuenfeld als Haupttrainer die Bronzemedaille. Als Trainer beim Tus Empelde wurde er deutscher Meister in der Altersklasse U14.

## Privates
Becker ist verheiratet und Vater einer Tochter (Jana) und eines Sohnes (Marvin).